# Вижницька гімназія
Вижницька гімназія — навчальний заклад у місті Вижниця, Чернівецької області, Україна, з правовим та економічним профілем.

## Виникнення гімназії
Початок ХХ століття для дітей, які проживали на Буковині, не відзначався ніякими подіями у сфері освіти. Основним осередком їхнього навчання були народні школи. Це питання почало турбувати товариства, які вели свою діяльність на цій території («Українська школа», «Руська бесіда», «Січ» та інші). На рахунок цього питання долучалися й інші представники українства, а саме: заступник голови Вижницького повітового управління  Микола Василько та громадські діячі -  Еротей Пігуляк, Омелян Попович, Микола Спинул, віце-маршалок доктор Степан Смаль-Стоцький. Звичайно, цей задум потрібно було втілити в життя та довести, що його реалізація стала б хорошим поштовхом у розвитку освіти на Буковині. Їм вельми пощастило, адже задум збігся 60-річчям вступу на престол австрійського імператора Франца Йосифа, а відкриття цієї гімназії стало б доказом турботи та опіки над населенням. Саме велика активність Степана Смаль-Стоцького та  Миколи Василька допомогли в майбутньому реалізувати задуми щодо гімназії.
Місто Вижниця здавна славилося своїми торговельними справами. Були тут й різні державні установи. Важливим було й те, що тут діяла залізнична станція, що робило сполучення з містом кращим. Щодо освіти, то найближча гімназія знаходилася у Коломиї, а це досить далеко, тому не всі батьки наважувалися відпускати своїх дітей туди на навчання. Саме це питання набрало найбільшої актуальності в той період.
Наступним етапом у вирішенні цього питання став пошук приміщення для майбутньої гімназії, яким займалися місцеві чиновники. Саме будинок народної школи став ідеальним варіантом. Наступним кроком було вирішити хто ж очолить заклад та обрати вчителів, які б навчали дітей українською  мовою. Вибір впав на Антіна Клима, який був на той час головою Української поступової партії та  учителем  української мови та літератури. Відкриття гімназія стало великим святом для населення. Було вирішено назвати гімназію на честь цісаря Франца Йосифа, адже саме по його велінню було відкрито цей заклад. Цісарю та його родині приносили велику вдячність. Таким чином відкриття Вижницької гімназії стало великим святом для містян. 

## Період становлення
Після урочистого відкриття в гімназії почався процес навчання. Української мови та літератури навчали Микола Павлусевич, Іван Дощівник, Святослав Лакуста; латинської - Микола Павлусевич, Святослав Лакуста, Василь Яцев'юк, Осип Костинюк, Степан Королевич; грецької - Микола Павлусевич, Василь Яцев'юк, Степан Королевич, Іван Оролецький; французької - Микола Павлусевич; німецької - Євген Голубович, Іван Дощівник, Платон Мігуля, отець Кирстюк; математику - Антін Борис, Осип Проскурницький, Лев Добрянський, Микола Бажалук, Боберський; історії - Едвард Вальнер, Городицький; географії - Денис Лукіянович, Едвард Вальнер; природи - Антін Борис, Осип Проскурницький, Роман Смалько; фізики - Семен Ткачук, Лев Добрянський; спів - Микола Павлусевич; філософії - Микола Бажалук; релігії - отець Кирстюк, Теодор Семанюк, Гоянюк, Гірш. Вчителі намагалися навчити своїх учнів бути толерантними та стриманими, велика увага приділялася вивченню іноземних мов, що в майбутньому мало допомогти учням. Всі викладачі по-своєму намагалися вплинути на формування майбутньої особистості. Робили вони це враховуючи досвід та життя таких діячів, як: Тарас Шевченко, Богдан Хмельницький і таке інше.
Щодо програми, то вона була розроблена для кожного предмету. Учні читали таких письменників: Тараса Шевченка, Марка Вовчка, Антіна Могильницького, Миколи Устияновича, Нечуя-Левицького, Барвінського, Франка, Лесі Українки, Цеглинського, Осипа Маковея, Кобилянської та інших. Викладачі намагалися виховувати у своїх підданих любов до рідного краю. Гімназисти завжди відзначали річниці народження та смерті Тараса Шевченка.
Допомагали гімназисти й бідним дітям. Так, товариством «Православна академія» 6 листопада 1910 року було організовано концерт. Обдарованих бідних дітей, хто чим міг тим і підтримував. Через пару років з цих розумних і ні в чому не винних дітей будуть прекрасні фахівці. Діти не винні в злиднях своїх батьків. Багато було охочих допогти, їм за це писали подяки. Громадянське життя гімназії було досить насиченим. Викладачі цікавилися ним і всі заходи, які проводилися, хтось з них обов`язково відвідував.
Товариство «Руська бесіда» очолював професор Микола Павлусевич, професор Осип Проскурницький обирався заступником голови товариства «Українська школа». Педагоги активно спілкувалися з учителями навколишніх сіл. Вчителі часто приходили на зібрання, яке відбувалося у залі Народного дому.Саме там вони вирішували різні питання,які стосувалися шкільного і гімназійного життя у повіті. Можна навести приклад, 23 лютого 1910 р. на порядку денному стояли вирішення наступних  питання: 1) відчитання та підсумування протоколу з попередніх загальних зборів; 2) стан шкільництва; 3) стан шкільництва;приєднання членів товариства; 4) закладане курсів для анальфабентів; заложенне приготовчого курсу для гімназії; 5) право вибору нового виділу; 6) заснування ліцею для дівчат; 7) вільні внески.                  
Авторитет гімназії почав різко зростати. Навчатися хотіло все більше учнів. Перед місцевою владою почало поставати питання про приміщення. У містечку найбільший будинок був у  фотографа Стахловича. У зв`язку з тим,що йому не вистачало коштів на виплату позики у банку, він погодився на оренду приміщення з 1909 року.
Неодноразово буваючи у Вижниці, краєве начальство, звернуло увагу на діяльність управителя Антіна Клима, який був завжди у центрі громадського життя, уміло і грамотно вирішував наглядні проблеми. Йому запропонували посаду краєвого інспектора шкіл Буковини у 1912 році саме після того, як була збудована бурса для гімназистів.На його місце приходить Микола Ісопенко - вчитель математики і фізики з Іванківців. Це була людина з твердим характером і величезною силою волі, завжди хотів щоб учні в стінах навчального закладу отримали міцні знання. Микола Василько дуже багато зусиль докладав для поліпшення діяльності гімназії. Він зумів переконати чиновників краєвого управління Буковини побудувати гімназійну бурсу для дітей, які навчалися тут з більш віддалених населених пунктів, і потребував виділити на цю справу у 1910 році 32 тисячі корон на «Гімназіяльну бурсу» і 32 тисячі 500 корон - на «Руську право славну бурсу». З них - на харчування, оплату різних послуг та інше по 30 тисяч виділялося на будівництво, а по 2500 корон.
Хлопців приймали у гімназію тільки якщо він був уважний, порядний. Щодо оплати,то вона становила від 10 до 30 корон. На 1912-1913 навчальному році таких було 3. Щоб утримувати одного бурсака коштувало 18 корон. Бурсою управляв комітет з 7 членів. Серед них були голова і два заступники. За все відповідав господар бурси. У кожній кімнаті був наглядач, а також члени виділу бурси. Кожного вечора вони перевіряли домашні завдання. Гімназисти готували виступи під керівництвом викладачів  напередодні кожного державного свята, розказували про історію України, життя різних народів, видатних і знаменитих письменників та інше. Саме так у них вироблявся інтерес до знань, проявлялась спостережливість, а також ораторське мистецтво.
Кількість учнів постійно збільшувалася. Бажаючих навчатися все зростало і напередодні першої світової війни їхня кількість налічувала приблизно 600 осіб. Всі класи були переповнені.
Переважно батьками учнів були члени товариства «Січ», які вели здоровий спосіб життя, прагнули до знань, радо співали пісні, у тому числі стрілецькі. Шалену любов до пісні, яка була прищеплена з дому, продовжував розвивати Микола Павлусевич, який за свого часу теж очолював січове товариство, був знайомий з засновником і пропагандистом січового братства адвокатом Кирилом Трильовським. 
Гімназія, як державний заклад, відкривала двері для всіх дітей, без огляду на національність, які могли скласти вступний іспит та вивчати предмети українською мовою. У стінах гімназії вчилися, крім українців, ще й поляки, євреї, німці. Переважно дівчата навчалися на правах слухачок (госпітанток). Спочатку вони відвідували заняття, а вже іспити складали при кінці семестру і навчального року. Проживання їхнє було у приміщенні, що розташоване поряд з основним корпусом гімназії. В ньому знаходилось товариство «Шкільна поміч» та досить велика на той час бібліотека, якою користувалися гімназисти, а також кухня-їдальня. Велика частина хлопців проживали в Танасійчуків, а також у мешканців Вижниці, Виженки, Рівні. Тяжкі події першої світової війни не обминули гімназію. З вересня 1914 року це стало досить відчутно. Більшість була мобілізованою і  не йшли на передову, а інші були при різного роду штабах і виконували там роботу, яка пов'язана з цінними паперами. 
Влітку 1916 Вижниця перебувала у самому центрі військових дій. Під час подій  червневої битви було майже зруйновано будинок гімназії, згоріла ціла бібліотека. Вкрай негативний відбиток на навчально-виховний процес зробили  небезпечна стрілянина, канонади, зменшення кількості учнів та учителів, переміщення військових частин, хвороби, байдужість місцевого начальства. Незважаючи на воєнний час, у  серпні представники адміністрації російської армії зацікавилися народними школами і гімназією.
До спуску визначних вищезгаданих педагогів слід віднести Святослав Лакуста, Едвард Вагнер, Осип Костащук, отець Семанюк. Для повітового начальства краще була відсутність гімназії так, як на час військових дій поблизу можна було розмістити лазарет, що і було зроблено. Таким чином, 5 приміщеннях розмістили лазарет № 82 дивізії № 1. Під час руйнівних боїв згоріло чимало помешкань та будівель. Хто мав можливість запрошували до себе на проживання потерпілих. До професора Павлусевича потрапив учень гімназії Опанас Шевчукевич, син виженського ткача. Восени 14-річного Опанаса і 5-річного сина Павлусевича покусав скажений собака. Багато зусиль доклав професор, але йому вдалося хлопців повезти на лікування і саме так був врятований майбутній скульптор, поет, лікар Опанас Шевчукевич, який став відомий у Європі у кінці 20-х років. На певний час міська управа вирішила не відкривати гімназію і  виплачувати платню тим, хто залишився з викладачів у місті. Платню видавали у російських карбованцях за рішенням начальника повіту Н. А. Червяковського, бургомістра Баєра, його помічника Яновича. Бої точилися з перемінними успіхами. Містечко перебувало у вирі від влади росіян до австріяків і, навпаки. Але незважаючи на це, гімназисти з 1917 року навчались у новому приміщенні.

## Сучасний стан гімназії

### Основні дані гімназії
Директор школи - Лучик Назарій Тарасович
Профілі навчання: правовий, економічний (по 2 години на тиждень);
Кількість персоналу - 41; 
Кількість учнів нараховується - 661;
Кількість класів - 10;  
Кількість приміщень - 46; 
Написано статей понад - 312;
Видано посібників, книг, брошур - 49;
Авторські програми – 5;
Проведено  заходів за час існування - 182;
Написано наукових робіт - понад 250.

### Вчителі гімназії
Кафедра вчителів української мови та літератури, світової літератури
Борсук Лариса Михайлівна - вчитель української мови та літератури; категорія: "спеціаліст І категорії"; педагогічний стаж: понад 15 років.
Калинич Лідія Леонідівна - вчитель української мови та літератури; категорія: звання: вчитель – методист; "спеціаліст вищої категорії"; педагогічний стаж: 33 роки. 
Кіцул Наталія Василівна - вчитель світової літератури; категорія: "спеціаліст вищої категорії"; звання: вчитель – методист; педагогічний стаж: 29 років.
Момот Іванна Вікторівна - вчитель української мови та літератури; категорія: "спеціаліст ІІ категорії"; педагогічний стаж: понад 3 роки.
Терновчук Тетяна Степанівна - вчитель української мови та літератури; категорія: "спеціаліст І категорії"; педагогічний стаж: 12 років.
Турович Юлія Миколаївна - вчитель світової літератури; категорія: "спеціаліст"; педагогічний стаж: до 1 року.
Никифоряк Зіновія Дмитрівна - вчитель української мови та літератури; категорія: "спеціаліст вищої  категорії"; педагогічний стаж: 15 років.
Кафедра вчителів природничих наук
Кусяк Олена  Антонівна - вчитель географії; педагогічний стаж: 15 років.
Обшитош Віолетnа Валеріївна - вчитель хімії; педагогічний стаж: 17 років; досягнення: автор посібника «Абетка по хімії».
Павлюк Ярослава Юріївна - вчитель біології; категорія: "спеціаліст вища категорія"; звання: вчитель - методист; педагогічний стаж: понад 22 роки; досягнення: призер районного конкурсу «Вчитель року - 2012» в номінації "Біологія",  лауреат районної  педагогічної премії імені Ю.Федьковича.
Фуштей Євгенія Володимирівна - психолог; категорія: "спеціаліст І категорії"; педагогічний стаж: 20 років.
Стратій Прокіп Петрович - вчитель географії; категорія: "спеціаліст вищої категорії"; звання: вчитель – методист; педагогічний стаж: 41 рік; нагороди: нагороджений знаком  «Відмінник освіти України»,  лауреат районної  педагогічної премії імені Ю.Федьковича, заслужений працівник освіти України.
Кафедра вчителів математики, фізики, інформатики
Горюк Оксана Олексіївна - вчитель математики та інформатики; категорія: "спеціаліст І категорії" ; педагогічний стаж: 17 років.
Гулій Марія Володимирівна - вчитель математики та креслення; категорія: "спеціаліст вищої категорії"; звання: вчитель – методист; педагогічний стаж: 52 роки; нагороди: нагороджена знаком «Відмінник освіти України» та  «Василь Сухомлинський».
Загул Ірина Іванівна - вчитель математики та інформатики; категорія: "спеціаліст"; педагогічний стаж: до 2 років.
Рибчук Галина Василівна - вчитель математики та фізики; категорія: "спеціаліст вищої категорії"; звання: вчитель-методист; педагогічний стаж: 26 років; досягнення: переможець  районного та призер обласного конкурсу «Вчитель року - 2012 » в номінації класний керівник.
Чорнокожа Ольга Володимирівна - вчитель економіки; категорія: "спеціаліст вищої категорії"; звання: вчитель-методист; педагогічний стаж: 14 років.
Кафедра історії, правознавства
Вардзаль Ігор Тимофійович - вчитель історії і захисту Вітчизни; вища категорія; педагогічний стаж - 31 рік.
Закусило Лариса Георгіївна– вчитель історії; старший вчитель; вища категорія; педагогічний стаж – 41 рік.
Лучик Назар Тарасович - вчитель історії; ІІ категорія; педагогічний стаж - понад 3 роки.
Черкач Наталія Іллівна - заслужений вчитель України, вчитель історії та правознавства; вчитель – методист; вища категорія; педагогічний стаж – 45 років; переможець  районного та призер обласного конкурсів «Вчитель року» 1996, 1999 років  в номінаціях історія та  правознавство, переможець районного та обласного конкурсів «Школа  обдарованій дитині - 2012». 
Кафедра вчителів іноземної мови
Кіцул Юрій Ярославович - вчитель англійської мови; категорія: "спеціаліст вищої категорії"; звання: вчитель – методист; педагогічний стаж: 30 років; нагороди: «Відмінник освіти України».
Макаренко Катерина Іванівна - вчитель німецької мови; категорія: "спеціаліст ІІ категорії"; педагогічний стаж: 3 роки.
Ружина Сільва Сергіївна - вчитель англійської мови; категорія: "спеціаліст вищої категорії"; звання: вчитель – методист; педагогічний стаж: 53 роки.
Сенчук Надія Йосипівна - вчитель англійської мови; категорія: "спеціаліст вищої категорії"; звання: вчитель – методист; педагогічний стаж: 19 років; досягнення: переможець програми  викладання англійської мови в Україні у 2002 році, переможець районного та призер обласного конкурсу «Вчитель року - 2003» в номінації англійська мова.
Єжеленко Мирослава Олександрівна - вчитель німецької мови; категорія: "спеціаліст вищої категорії"; звання: вчитель – методист; педагогічний стаж: 37 років.